# Bourbon-Préaux

Wappen derer von Bourbon-Preaux

Bourbon-Préaux war eine kurzlebige Nebenlinie der Bourbonen.

## Geschichte
Ihr Stammvater ist Jacques de Bourbon, Sohn von Jacques I. de Bourbon, comte de La Marche, und Urenkel des Königs Ludwig IX. der Heilige.
Jacques de Bourbon wurde wohl 1346 geboren, starb 1417 vor dem 6. Oktober, und war Baron d’Argies. Um 1385 heiratete er Marguerite de Préaux, Dame de Préaux, Dangu und Thury, † 1417 vor September, die Erbtochter von Pierre de Préaux (Haus Préaux) und Blanche Crépin de Dangu et de Thury, und Witwe von Jean de la Rivière. Ihre Kinder waren:
- Marie de Bourbon, dame de Préaux etc., * wohl 1387, † 1442
- Louis de Bourbon, seigneur de Préaux, * wohl 1389, X 25. Oktober 1415 in der Schlacht von Azincourt
- Pierre de Bourbon, chevalier, 1417 seigneur de Préaux, de Combles et de Villeneuve, 1416 Kommandant des Château de Rouen, 1422 Kapitän des Château de Neauphles, * wohl 1390, † ermordet 11. Oktober 1422 in La Rochelle; ⚭ vor 16. September 1417 Elisabeth de Montagu, * wohl 1397, † Oktober 1429 in Vallères, Tochter von Jean de Montaigu und Jacqueline de La Grange, Witwe von Jean VI., comte de Roucy (X 1415)
- Jacques II. de Bourbon, 1417 seigneur d’Argies et de Préaux, Baron de Thury, 1421 geistlich, Cölestiner, später Cordelier, * wohl 1391, † ermordet 1429 bei der Rückkehr aus Rom; ⚭ I Herbst 1417 Jeanne de Montaigu, * wohl 1398, † September 1420 in Vallères, Tochter von Jean de Montaigu und Jacqueline de La Grange; ⚭ II Isabeau d’Enghien, zu Préaux, Hussignies etc., Tochter von Jacques, Burggraf von Mons (Haus Enghien)
- Charles de Bourbon, Erzdechant von Sens, 1472 seigneur de Combles, † nach 3. Mai 1472
- Jean de Bourbon, * wohl 1394, † vor 1442

Marie de Bourbon, die letzte Angehörige der Familie und einzige Erbin ihrer Brüder, vermachte den mütterlicherseits ererbten Familienbesitz ihrer Tante Yolande de Préaux.